# Andrzej Wiktor Mikołajewski

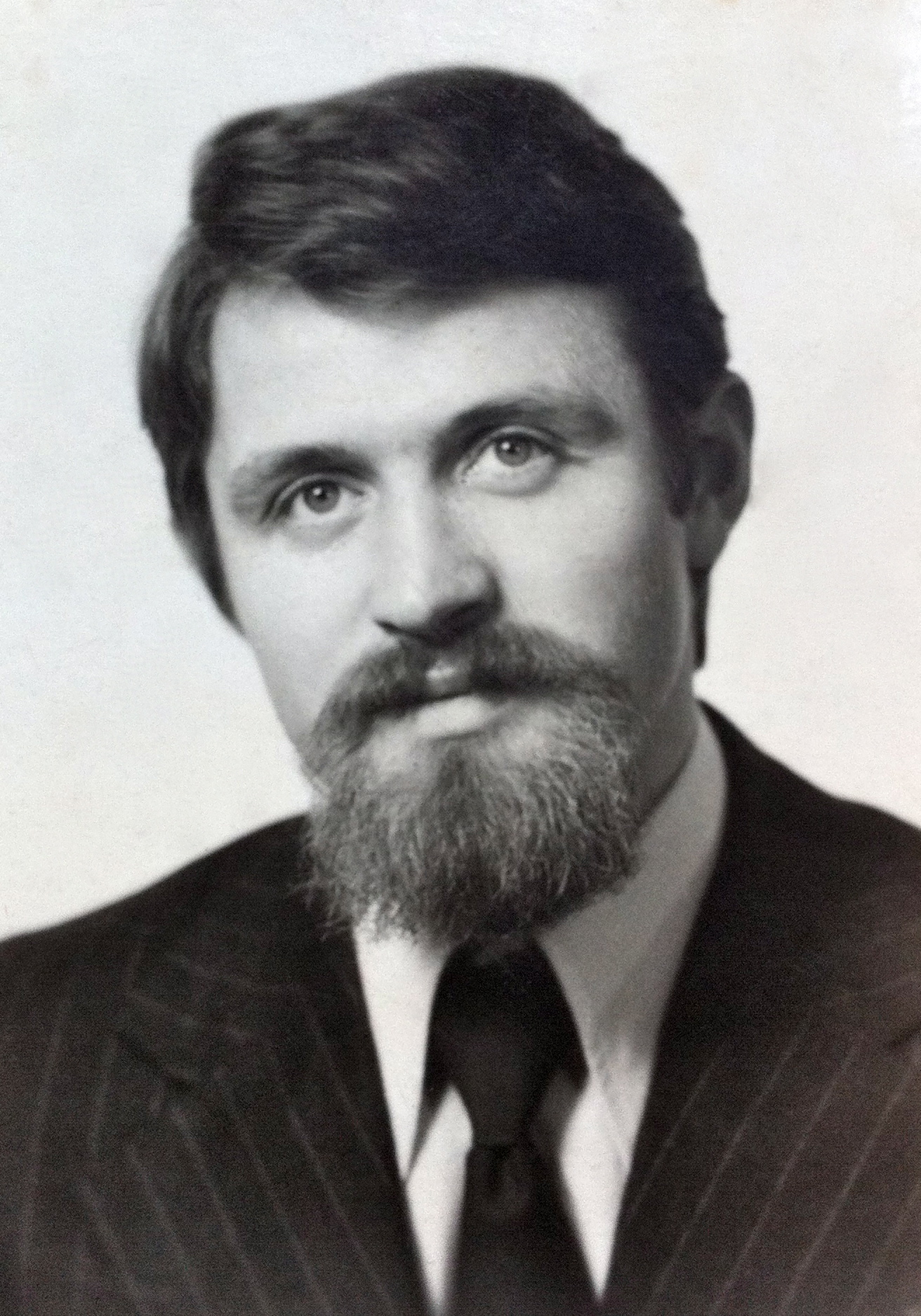

Andrzej Wiktor Mikołajewski (ur. 3 listopada 1947 w Łodzi, zm. 16 maja 2005 w Łodzi) – polski poeta, pisarz, prozaik, nowelista.
Zadebiutował w roku 1970 na łamach „Poezji”. Publikował w czasopismach humoreski, fraszki, artykuły na tematy społeczne i obyczajowe. Część jego twórczości to literatura dziecięca, jest autorem popularnej powieści dla dzieci, O krawcu imć Niteczce i jego śpiewającej igle, na podstawie której powstała sztuka teatralna wystawiana na deskach Teatru Animacji „Sufler”. Był członkiem Związku Literatów Polskich.
Pochowany na cmentarzu Matki Bożej Nieustającej Pomocy przy ul. Szczecińskiej w Łodzi (kwatera: 25, rząd: 5, grób: 22).

## Twórczość
- Znajome miejsce; debiut książkowy – powieść (1973)
- Pieśń Syzyfa – powieść (1977)
- Portret znajomego – powieść (1979),
- Bez życiorysu – powieść (1981)[3]
- O krawcu imć Niteczce i jego śpiewającej igle – powieść dla dzieci (1981)[4]
- Na wszystkich progach – powieść (1986)
- Rzecz umowna  – poezja (1996)
- tomiki poezji (1970 do 2005)

## Sztuki teatralne
- O królu, co nie lubił andronów[5]

## Rodzina i życie prywatne
W latach 1983–1995 był w związku małżeńskim z Hanną Wilczyńską, ekonomistką i modelką Domu Mody Telimena.